# Christina Cole
Christina Cole (Londen, 8 mei 1982) is een Britse actrice. 

## Biografie
Cole werd geboren in Londen als oudste van drie kinderen, zij heeft een jongere broer en zus. Zij studeerde in 2002 af aan de Oxford School of Speech and Drama in Wootton. 
Cole begon in 2002 met acteren in de film The Project, waarna zij nog meerdere rollen speelde in films en televisieseries. Zij speelde in onder andere Hex (2004-2005), Lost in Austen (2008), The Assets (2014) en Suits (2015).

## Filmografie

### Films
Uitgezonderd korte films.
- 2015 Jupiter Ascending - als Gemma Chatterjee
- 2015 Lumen - als Jaime Hartman
- 2013 Mutual Friends - als Beatrice
- 2013 Second Sight - als Gemma
- 2012 National Theatre Live: The Magistrate - als Charlotte
- 2011 Morlocks - als Angela
- 2011 Blitz - als WPC
- 2010 Stake Land - als burger
- 2009 Doghouse - als Candy
- 2009 Maggie Hill - als Maggie Hill
- 2008 Miss Pettigrew Lives for a Day - als Charlotte Warren
- 2007 Ladies and Gentlemen - als Elizabeth
- 2007 The Deaths of Ian Stone - als Jenny Walker
- 2006 Casino Royale - als receptioniste Ocean Club
- 2005 Julian Fellowes Investigates: A Most Mysterious Murder - The Case of Rose Harsent - als Rose Harsent
- 2003 What a Girl Wants - als Clarissa Payne
- 2002 The Project - als Lizzie

### Televisieseries
Uitgezonderd eenmalige gastrollen.
- 2020-2022 Strike - als Izzy Chiswell - 5 afl.
- 2022 The Window - als Harriet Sarratova - 10 afl.
- 2015-2018 Suits - als dr. Paula Agard - 17 afl.
- 2018 Innocent - als Louise Wilson - 4 afl.
- 2017 The Indian Detective - als Robyn Gerner - 4 afl.
- 2017 SS-GB - als mrs. Sheenan - 4 afl.
- 2017 The Indian Detective - als Robyn Gerner - 4 afl.
- 2015 Partners in Crime - als mrs Sprot - 3 afl.
- 2014 The Assets - als Louisa Tilton - 7 afl.
- 2014 Rosemary's Baby - als Julie - 2 afl.
- 2013 Silent Witness - als Janice Masters - 2 afl.
- 2011 Chaos - als Adele Ferrer - 13 afl.
- 2009 Emma - als Augusta Elton - 2 afl.
- 2008 Lost in Austen - als Caroline Bingley - 4 afl.
- 2007 Sold - als Mel - 6 afl.
- 2007 Sea of Souls - als Rebecca Muir - 2 afl.
- 2006 Jane Eyre - als Blanche Ingram - 4 afl.
- 2004-2005 Hex - als Cassandra 'Cassie' Hughes - 8 afl.
- 2004 He Knew He Was Right - als Nora Rowley - 4 afl.
- 2003 All About Me - als Sarah - 2 afl.

### Computerspellen
- 2023 Alan Wake II - als Alice Wake
- 2021 It Takes Two - als stem
- 2018 Call of Cthulhu: The Official Video Game - als Sarah Hawkins
- 2018 Vampyr - als Carol / Loretta / Sabrina
- 2017 Warhammer 40,000: Dawn of War III - als Eldar

- Library of Congress Control Number: no2007155722
- Nationale bibliotheek van Australië: 40006787
- Trove: 955137
- Virtual International Authority File: 31792911
- WorldCat: E39PBJB8wWMkBYYR88YBTxGyh3